# Amigos dos Amigos
Amigos dos Amigos (ADA, traduit en français Amis des amis) est une organisation criminelle qui opère dans la ville brésilienne de Rio de Janeiro. Elle a été créée en 1998 lorsqu'un membre du Comando Vermelho a été expulsé de l'organisation pour avoir ordonné le meurtre d'un autre membre. Les principaux rivaux du gang sont Comando Vermelho et Terceiro Comando Puro. ADA contrôle de nombreux points de vente de médicaments dans les zones Nord et Ouest.
Entre 2004 et 2017, ADA a contrôlé Rocinha, la plus grande favela de Rio de Janeiro, avec de nombreuses autres petites favelas. Avec l'assassinat du chef de gang Bem-Te-Vi en 2005 par la police, il y a eu une nouvelle vague de violence alors que les gangs se battaient pour le contrôle des favelas précédemment contrôlées par l'ADA.
Le gang a fait la une des journaux mondiaux en octobre 2009 lorsqu'un hélicoptère de la police s'est écrasé au-dessus de la favela de Morro dos Macacos, qui est un bastion majeur d'Amigos dos Amigos. Le pilote de l'hélicoptère a été abattu et a perdu le contrôle de son aéronef, faisant deux morts. 